# Heren van Beveren
De heren van Beveren bestuurden het Land van Beveren, een heerlijkheid in het graafschap Vlaanderen. De eerste landsheer wordt schriftelijk vermeld in 1120. Tijdelijk keerde de heerlijkheid terug naar het grafelijke domein (1335), maar een eeuw later werd ze opnieuw in leen gegeven (1449). De laatste landsheer regeerde tot de afschaffing van de heerlijkheid, in 1794.

## Van ± 1120 tot 1306

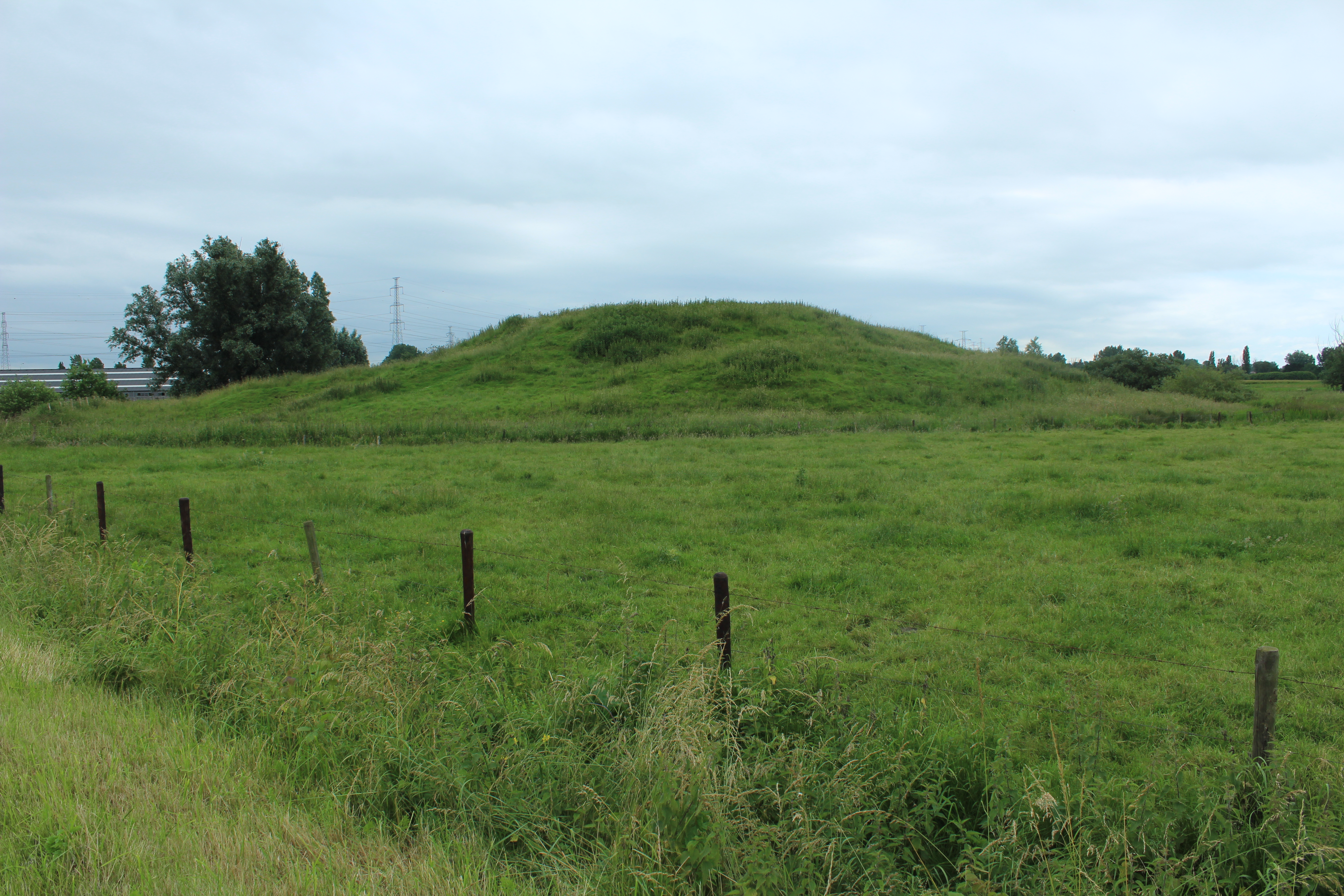
De Singelberg, het restant van de burcht van de heren van Beveren

| Geslacht | Naam           | Regeerperiode | Opmerkingen |
| -------- | -------------- | ------------- | --- |
| Beveren  | Diederik I     | 1120–1148     | Volgens de huidige inzichten (zie bronnen) stamde Diederik niet uit een oud adellijk geslacht, maar was hij een "vrije man" uit de omgeving die werd beleend met de heerschappij over het dorp. |
| idem     | Jordaan        | 1148–1182     | Zoon van Diederik I |
| idem     | Diederik II    | 1182–1217     | Zoon van Jordaan |
| idem     | Diederik III   | 1217–1240     | Zoon van Diederik II |
| idem     | Diederik IV    | 1240–1274     | Zoon van Diederik III; getrouwd met Margaretha van Brienne. Ze hadden tien kinderen, waarvan er vier zouden regeren (hierna aangeduid met cijfers 1–4).                                         |
| idem     | (1) Diederik V | 1272–1293     | Getrouwd met Agnes van le Rœulx maar dit huwelijk bleef kinderloos. |
| idem     | (2) Erart      | 1293–1304     | Getrouwd met Isabella van Wavrin maar eveneens kinderloos. |
| idem     | (3) Filippa    | 1304–1306     | Trouwde eerst met Hugo van Rumigny en hertrouwde met Jacques van Werchin. |

## Van 1306 tot 1404

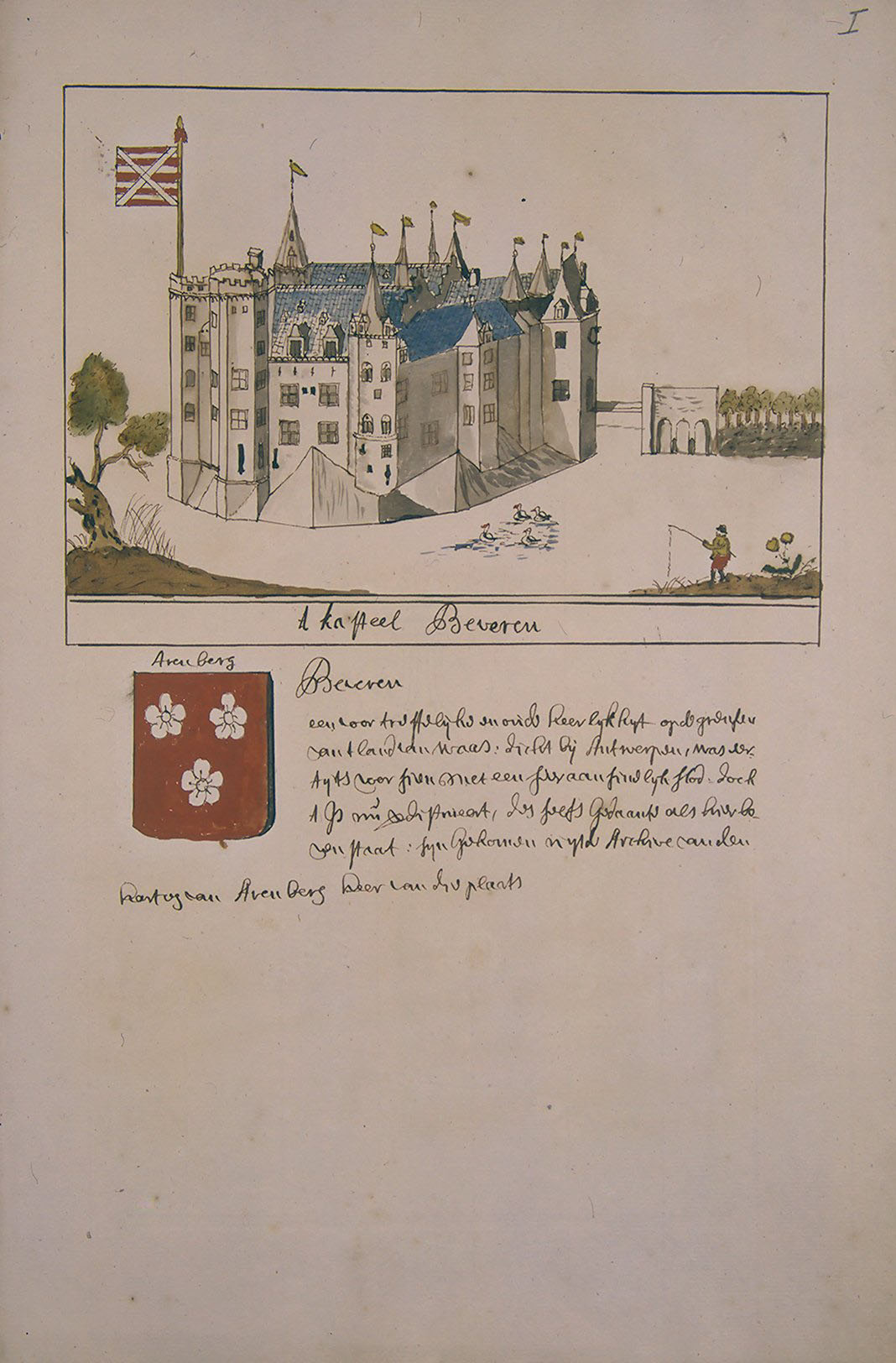
De Singelberg in de 17e eeuw

| Geslacht   | Naam                | Regeerperiode  | Opmerkingen |
| ---------- | ------------------- | -------------- | --- |
| Rumigny    | Isabella            | 1306–1310      | Een dochter van Filippa en Hugo. Getrouwd met Theobald II van Lotharingen (of "Lorreinen"). Hertrouwde met connétable Gaucher de Châtillon. |
| Beveren    | (4) Jan             | 1310–1314      | Oom van Isabella. Werd aan de macht gebracht met de militaire steun van Robrecht III van Vlaanderen. Het Parlement van Parijs kwam echter op voor de rechten van Isabella. Om een oplossing te vinden die voor beide partijen aanvaardbaar was, werd een huwelijk gesloten tussen Isabella's dochter en Robrechts zoon. |
| Lorreinen  | Mathias             | 1314–±1328     | Zoon van Isabella en Theobald. Getrouwd met Mathilde, een dochter van Robrecht III van Vlaanderen, maar hun enige zoon stierf jong. |
| Lorreinen  | Hugo                | vóór 1331−1335 | Een broer van Mathias. Erfde de heerlijkheid Beveren, maar ook een hoge schuldenlast van zijn broer. |
| Vlaanderen | Lodewijk van Crécy  | 1335–1346      | Nam de heerlijkheid en schulden over van Hugo. |
| Vlaanderen | Lodewijk van Male   | 1346–1384      | Zoon van Lodewijk van Crécy |
| Vlaanderen | Margaretha van Male | 1384–1404      | Dochter van Lodewijk van Male |

## Van 1404 tot 1558

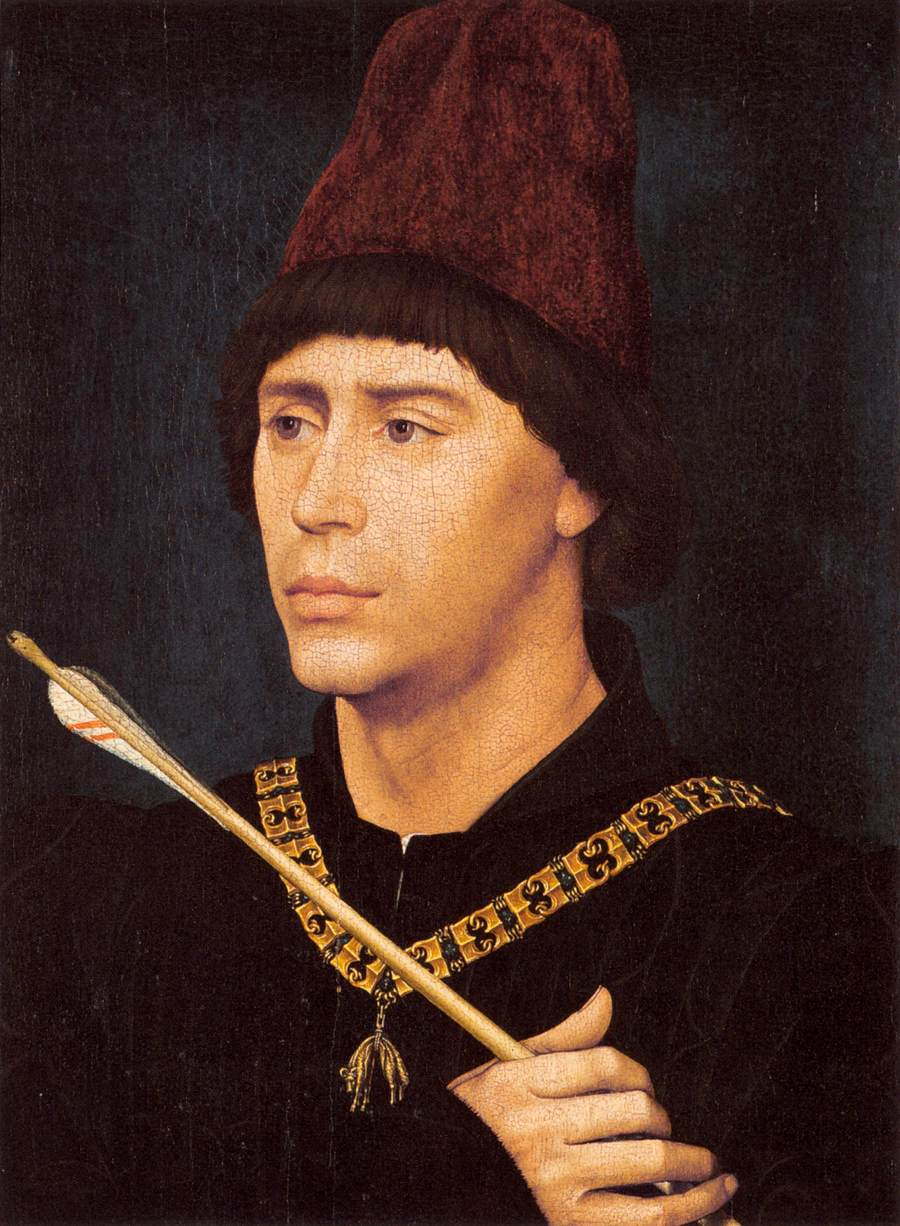
Portret van Anton van Bourgondië door Rogier van der Weyden

| Geslacht           | Naam                          | Regeerperiode | Opmerkingen                                                |
| ------------------ | ----------------------------- | ------------- | ---------------------------------------------------------- |
| Bourgondië         | Jan zonder Vrees              | 1404–1419     | Zoon van Margaretha                                        |
| Bourgondië         | Filips de Goede               | 1419–1449     | Zoon van Jan                                               |
| Bourgondië-Beveren | Cornelis van Bourgondië       | 1449–1452     | Bastaard van Filips                                        |
| Bourgondië-Beveren | Anton van Bourgondië          | 1452–1477     | Halfbroer van Cornelis                                     |
| Bourgondië-Beveren | Filips van Bourgondië         | 1477–1498     | Zoon van Anton                                             |
| Bourgondië-Beveren | Adolf van Bourgondië          | 1498–1540     | Zoon van Filips                                            |
| Bourgondië-Beveren | Maximiliaan II van Bourgondië | 1540–1558     | Zoon van Adolf. Was getrouwd met Louise uit het Huis Croÿ. |

## Van 1558 tot 1794
Doordat Maximilaan II kinderloos stierf, ging Beveren over op een zoon van zijn zuster, Maximiliaan van Hénin-Liétard. Er waren echter ook veel schulden gemaakt. Een schoonbroer van Maximiliaan II, Filips III van Croÿ, toonde interesse om Beveren over te kopen. De overname volgde in 1577. Filips was reeds hertog van Aarschot, waardoor de heerschappij over Beveren en Aarschot vanaf nu in één hand zat. Zie hertogdom Aarschot voor een lijst van latere eigenaars. Uiteindelijk werden alle heerlijke titels, en bijhorende rechten en inkomsten, afgeschaft toen de Nederlanden bezet werden door de Eerste Franse Republiek, kort na de Slag bij Fleurus (1794).